# جورج بي. دانيلز
جورج بي. دانيلز (بالإنجليزية: George B. Daniels)‏ هو محامي وقاضي أمريكي، ولد في 1953 في ألينديل (كارولاينا الجنوبية) في الولايات المتحدة.